# 西桥镇 (营山县)
西桥镇，是中华人民共和国四川省南充市营山县下辖的一个乡镇级行政单位。2019年10月，撤销七涧乡，将其所属行政区域划归西桥镇管辖。

## 行政区划
西桥镇下辖以下地区：
新河村、得胜村、朝门村、太平村、尖峰村、斜石村、旗河村、太极村、黄梨村和荣华村，七涧村、永角村、四路村、石岩村、灯草村和瓦窑村。